# بيدرو بيريز ديلغادو
بيدرو بيريز ديلغادو (بالإسبانية: Pedro Pérez Delgado)‏ هو ثوري فنزويلي، ولد في 1881 في ولاية بورتوغيزا في فنزويلا، وتوفي في 7 نوفمبر 1924 في بويرتو كابيلو في فنزويلا.